# Natko Zrnčić-Dim
Natko Zrnčić-Dim [ˈnatkɔ ˈzrntʃitɕ ˈdim] (* 7. März 1986 in Zagreb) ist ein ehemaliger kroatischer Skirennläufer. Er fuhr im Weltcup in allen Disziplinen mit Ausnahme von Riesenslalom, war aber besonders in Kombinationen erfolgreich. Sein größter Erfolg war der Gewinn einer Bronzemedaille bei den Weltmeisterschaften 2009.

## Biografie
Im November 2001 bestritt Zrnčić-Dim erstmals FIS-Rennen, ab Dezember 2003 stand er bei Europacup-Rennen im Einsatz. Seinen Weltcup-Debüt hatte er am 13. Dezember 2004 beim Slalom von Sestriere. Weltcuppunkte erreichte er bis Anfang 2008 ausschließlich in der Kombination, erstmals im Dezember 2005 mit Platz 24 in Val-d’Isère. Bei den Olympischen Winterspielen 2006 war er in vier Disziplinen am Start und erreichte als bestes Ergebnis Rang 25 im Riesenslalom.
Die Kombination entwickelte sich zu Zrnčić-Dims Spezialdisziplin. In der Saison 2007/08 wurde er 13. in Beaver Creek und am 11. Januar 2018 in Wengen schaffte er als Neunter erstmals eine Top-10-Platzierung. Eine Woche später erreichte er bei der Hahnenkammabfahrt auf der Streif in Kitzbühel den 18. Platz. Die erste Weltcup-Podestplatzierung gelang Zrnčić-Dim am 3. Februar 2008, als er die Super-Kombination von Val-d’Isère auf dem dritten Platz beendete. Ebenfalls Dritter wurde er am 25. Januar 2009 bei der Hahnenkamm-Kombination in Kitzbühel. Bei den Weltmeisterschaften 2009 in Val-d’Isère erreichte er zunächst einen 19. Rang in der Abfahrt – sein bis dato bestes WM-Ergebnis. Nach dem sechsten Platz in der Kombinationsabfahrt nutzte er die gute Ausgangssituation und gewann schließlich die Bronzemedaille in der Super-Kombination, wobei er den Schweizer Silvan Zurbriggen um eine Hundertstelsekunde auf den vierten Platz verwies.
Ein dritter Platz in der Super-Kombination von Beaver Creek war Zrncic-Dims bestes Weltcupresultat in der Saison 2009/10. Außerdem erreichte er mit dem zehnten Platz in der Hahnenkammabfahrt von Kitzbühel sein einziges Top-Ten-Ergebnis in einer Spezialdisziplin. Im Gesamt- und in den Disziplinenweltcups konnte er sich gegenüber den Vorjahren weiter verbessern. Bei den Olympischen Winterspielen 2010 in Vancouver nahm er an allen fünf Wettkämpfen teil und erreichte als bestes Resultat den 19. Platz im Slalom. Am 30. Januar 2011 erzielte Zrnčić-Dim sein bestes Weltcupergebnis, als er in der Super-Kombination von Chamonix den zweiten Platz belegte und zusammen mit dem Sieger Ivica Kostelić für den ersten kroatischen Doppelsieg in der Geschichte des alpinen Skiweltcups sorgte. Zwei Wochen später belegte er bei den Weltmeisterschaften 2011 in Garmisch-Partenkirchen den achten Rang in dieser Disziplin.
Nach vier Jahren, in denen Zrnčić-Dim in jeweils einem Weltcuprennen auf das Podest gefahren war, blieb er in der Saison 2011/12 erstmals wieder ohne Podestplatz. Sein bestes Saisonergebnis war Rang fünf in der Super-Kombination von Wengen. Am 1. Dezember 2012 erlitt er bei einem Sturz im Super-G von Beaver Creek Verletzungen an der linken Schulter. Nach einer Operation musste er die restliche Saison pausieren. In der Saison 2013/14 fuhr er nur dreimal in die Punkteränge. Darunter war jedoch einen Ausreißer nach oben, als er in der Super-Kombination von Wengen den dritten Platz belegte. Bei den Olympischen Winterspielen 2014 in Sotschi trat er in vier Disziplinen an, wobei Platz 10 in der Super-Kombination sein bestes Ergebnis war.
Die Leistungskurve zeigte ab 2014 nach unten und Zrnčić-Dim erreichte im Weltcup kaum noch genügende Ergebnisse. Am 1. Dezember 2016 stürzte er beim Training zur Abfahrt von Val-d’Isère schwer und erlitt einen Kreuzbandriss am linken Knie, was das vorzeitige Saisonende bedeutete. In allen Weltcup-Einsätzen in der Saison 2017/18 verpasste er die Punkteränge. Bei den Olympischen Winterspielen 2018 in Pyeongchang war er Flaggenträger Kroatiens während der Eröffnungsfeier. Ab April 2018 war Zrnčić-Dim nicht mehr Mitglied des kroatischen Skiteams, da die gesetzten Ziele nicht erreicht worden waren. Dennoch nahm er an den Weltmeisterschaften 2019 in Åre teil. Ende März 2019 erklärte er seinen Rücktritt.

## Erfolge

### Olympische Spiele
- Turin 2006: 25. Riesenslalom, 33. Slalom, 33. Kombination, 35. Super-G
- Vancouver 2010: 19. Slalom, 20. Super-Kombination, 33. Abfahrt, 41. Riesenslalom
- Sotschi 2014: 10. Super-Kombination, 19. Super-G, 29. Abfahrt
- Pyeongchang 2018: 19. Alpine Kombination, 29. Super-G

### Weltmeisterschaften
- Bormio 2005: 31. Slalom, 40. Riesenslalom
- Åre 2007: 34. Abfahrt, 39. Riesenslalom, 40. Super-G
- Val-d’Isère 2009: 3. Super-Kombination, 14. Slalom, 19. Abfahrt, 23. Super-G, 27. Riesenslalom
- Garmisch-Partenkirchen 2011: 8. Super-Kombination, 26. Super-G, 28. Abfahrt, 38. Riesenslalom
- Vail/Beaver Creek 2015: 27. Slalom, 30. Abfahrt, 32. Super-G
- Åre 2019: 30. Super-G, 39. Alpine Kombination

### Weltcup
- 14 Platzierungen unter den besten zehn, davon 5 Podestplätze

### Weltcupwertungen
| Saison  | Gesamt | Gesamt | Abfahrt | Abfahrt | Super-G | Super-G | Slalom | Slalom | Kombination | Kombination |
| Saison  | Platz  | Punkte | Platz   | Punkte  | Platz   | Punkte  | Platz  | Punkte | Platz       | Punkte      |
| ------- | ------ | ------ | ------- | ------- | ------- | ------- | ------ | ------ | ----------- | ----------- |
| 2005/06 | 137.   | 7      | –       | –       | –       | –       | –      | –      | 44.         | 7           |
| 2006/07 | 135.   | 10     | –       | –       | –       | –       | –      | –      | 42.         | 10          |
| 2007/08 | 58.    | 137    | 46.     | 13      | –       | –       | –      | –      | 8.          | 124         |
| 2008/09 | 59.    | 134    | 45.     | 11      | –       | –       | 55.    | 11     | 9.          | 112         |
| 2009/10 | 38.    | 199    | 30.     | 52      | 48.     | 7       | 48.    | 13     | 7.          | 127         |
| 2010/11 | 71.    | 110    | 46.     | 14      | –       | –       | –      | –      | 9.          | 96          |
| 2011/12 | 67.    | 107    | –       | –       | 57.     | 5       | –      | –      | 10.         | 102         |
| 2013/14 | 75.    | 70     | –       | –       | –       | –       | –      | –      | 5.          | 70          |
| 2014/15 | 76.    | 78     | –       | –       | 52.     | 6       | –      | –      | 7.          | 72          |
| 2015/16 | 95.    | 60     | 54.     | 6       | 54.     | 5       | –      | –      | 15.         | 49          |

### Nor-Am Cup
- Saison 2007/08: 4. Abfahrtswertung
- Saison 2013/14: 4. Gesamtwertung, 3. Abfahrtswertung, 5. Kombinationswertung, 7. Super-G-Wertung
- Saison 2014/15: 2. Abfahrtswertung
- Saison 2015/16: 6. Abfahrtswertung
- 9 Podestplätze, davon 4 Siege:

| Datum             | Ort             | Land   | Disziplin         |
| ----------------- | --------------- | ------ | ----------------- |
| 11. Dezember 2013 | Copper Mountain | USA    | Abfahrt           |
| 12. Dezember 2013 | Copper Mountain | USA    | Abfahrt           |
| 13. Dezember 2013 | Copper Mountain | USA    | Super-Kombination |
| 11. Dezember 2015 | Lake Louise     | Kanada | Abfahrt           |

### Juniorenweltmeisterschaften
- Serre Chevalier 2003: 13. Kombination, 13. Slalom, 27. Riesenslalom, 45. Super-G, 56. Abfahrt
- Maribor 2004: 15. Kombination, 23. Slalom, 28. Abfahrt, 46. Super-G, 58. Riesenslalom
- Bardonecchia 2005: 13. Slalom, 13. Kombination, 27. Abfahrt, 34. Super-G, 40. Riesenslalom
- Québec 2006: 5. Abfahrt, 8. Super-G, 8. Kombination, 15. Slalom, 48. Riesenslalom

### Weitere Erfolge
- Winter-Universiade 2007: 4. Super-G
- 6 Podestplätze im South American Cup
- 13 Siege in FIS-Rennen